# Варикап

Обозначение варикапа на принципиальных электрических схемах

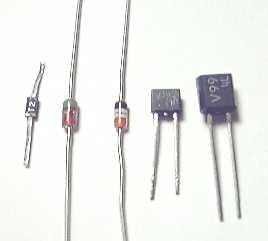
Варикапы

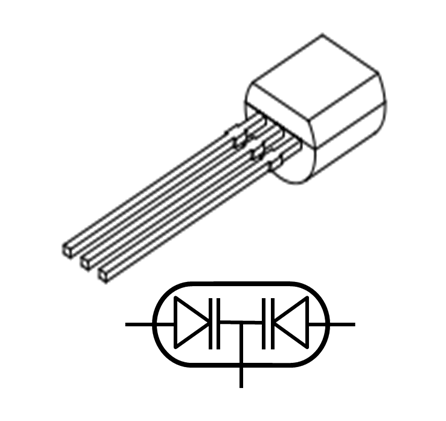
Двойной варикап

Варика́п (акроним от англ. vari(able) — «переменный», и cap(acitance) — «[электрическая] ёмкость») — электронный прибор, полупроводниковый диод, работа которого основана на зависимости барьерной ёмкости p-n-перехода от обратного напряжения.
Варикапы с большой рассеиваемой мощностью, предназначенные для умножения частоты в радиопередатчиках, принято называть варакторами.
Варикапы применяются в качестве элементов с электрически управляемой ёмкостью в схемах перестройки частоты колебательного контура в частотно-избирательных цепях, деления и умножения частоты, частотной модуляции, управляемых фазовращателей и др.

## Принцип работы варикапа

Изменение толщины барьерного обеднённого слоя вблизи p-n-перехода при изменении обратного напряжения, приложенного к структуре

Типичная вольт-фарадная характеристика варикапа

При отсутствии внешнего приложенного к электродам напряжения в p-n-переходе существуют потенциальный барьер и внутреннее электрическое поле, возникновение которого обусловлено контактной разностью потенциалов между полупроводниками p-типа и n-типа. Нормальный режим работы варикапа — с обратным смещением. Если к диоду приложить обратное напряжение (то есть катод должен иметь положительный потенциал относительно анода), то высота этого потенциального барьера увеличится. Внешнее обратное напряжение отталкивает электроны в глубь n-области, в результате чего происходит расширение обеднённой области p-n-перехода, то есть слой полупроводника, лишенный носителей заряда и по сути являющийся диэлектриком. При увеличении обратного напряжения толщина обеднённого слоя увеличивается. Это можно представить в виде плоского конденсатора, в котором обкладками служат необеднённые зоны полупроводника и с переменной толщиной слоя диэлектрика.
В соответствии с формулой для ёмкости плоского конденсатора, с ростом расстояния между обкладками (вызванной ростом значения обратного напряжения) ёмкость p-n-перехода будет уменьшаться. Это уменьшение ограничено толщиной базы, далее которой толщина обеднённого слоя увеличиваться не может, по достижении этого минимума ёмкости с ростом обратного напряжения ёмкость не изменяется. Другой ограничивающий фактор управляемого снижения ёмкости — электрический лавинный пробой обеднённого слоя.
Так как при изменении обратного напряжения толщина диэлектрика (обеднённого слоя) изменяется в широких пределах, для характеристики изменения ёмкости варикапа от приложенного напряжения применяют динамическую {\displaystyle C_{d}} или дифференциальную ёмкость — ёмкость для малого изменения напряжения на приборе (малосигнальный параметр). Динамическая емкость определяется как:
{\displaystyle C_{d}(U)=dQ/dU,}
где {\displaystyle dQ} — приращение электрического заряда конденсатора;
{\displaystyle dU} — приращение напряжения.
Дифференциальная ёмкость согласно ГОСТ Р 52002-2003 — это динамическая ёмкость для очень медленного изменения напряжения.
Зависимость динамической ёмкости от напряжения называется вольт-фарадной характеристикой и для варикапа приближённо описывается функцией:
{\displaystyle C_{d}(U)={\frac {C_{0}}{(1+U/U_{0})^{n}}},}
где {\displaystyle C_{0}} — динамическая ёмкость прибора при нулевом напряжении;
{\displaystyle U} — приложенное обратное напряжение;
{\displaystyle U_{0}} — некоторая константа, имеющая размерность напряжения и приближённо равная прямому напряжению p-n-перехода, при небольших прямых токах, для кремниевого прибора около 0,55 В;
{\displaystyle n} — показатель, характеризующий величину градиента концентрации легирующей примеси в p-n-переходе, для переходов с плавным, например, линейным изменением концентрации {\displaystyle n\approx 0,33}, для резких переходов {\displaystyle n\approx 0,5}, для переходов со ступенчатым легированием {\displaystyle n} может достигать 2.

## Конструкция

Внутренняя структура варикапа

Обычно варикапы изготавливаются по планарно-эпитаксиальной технологии, позволяющей оптимизировать электрические параметры прибора. На пластине сильнолегированного низкоомного полупроводника (обычно с n-типом проводимости, обозначается n+) выращивается высокоомная плёнка низколегированного полупроводника n-типа. C помощью диффузии акцепторной примеси на поверхности эпитаксиального слоя формируется низкоомный анодный слой p-типа.
Боковая поверхность структуры для защиты выходящего на поверхность p-n-перехода и увеличения обратного пробойного напряжения покрывается легкоплавким стеклом.

## Основные электрические и эксплуатационные параметры
- Общая ёмкость — ёмкость, измеренная между выводами варикапа при заданном обратном напряжении.
- Коэффициент перекрытия по ёмкости — отношение ёмкостей при двух заданных значениях обратного напряжения на варикапе.
- Добротность — отношение реактивного сопротивления варикапа на заданной частоте к сопротивлению потерь при заданном значении ёмкости или обратного напряжения.
- Постоянный обратный ток — постоянный ток, ток утечки, протекающий через варикап при заданном обратном напряжении.
- Максимально допустимое постоянное обратное напряжение.
- Максимально допустимая рассеиваемая мощность.
- Температурные коэффициенты ёмкости и добротности — отношение относительного изменения ёмкости (добротности) варикапа к вызвавшему его абсолютному изменению температуры. В общем случае сами эти коэффициенты зависят от значения обратного напряжения, приложенного к варикапу.
- Предельная частота варикапа — значение частоты, на которой реактивная составляющая проводимости варикапа становится равной активной составляющей. Измерение предельной частоты производится при конкретных заданных обратном напряжении и температуре, которые, в свою очередь, зависят от типа варикапа.

## Модели варикапов
Промышленностью выпускаются варикапы как в виде дискретных компонентов (например, варикапы производства СССР и России, КВ105, КВ109, КВ110, КВ114, BB148, BB149), так и в виде варикапных сборок (например, КВС111).

## Применение

Пример схемы автоматической подстройки частоты гетеродина радиоприёмника с использованием варикапа. У — усилительные каскады, Д — частотный дискриминатор.

Варикапы применяются для перестройки частоты генераторов, управляемых напряжением в синтезаторах частоты и генераторах качающейся частоты, настройки частотноизбирательных цепей с управлением напряжением, в системах автоматической подстройки частоты различных радиоприёмных устройств, в параметрических усилителях, для умножения частоты в умножителях частоты, управляемых напряжением фазовращателях и других.